# Arichanna tula
Arichanna tula är en fjärilsart som beskrevs av Embrik Strand 1917. Arichanna tula ingår i släktet Arichanna och familjen mätare. Inga underarter finns listade i Catalogue of Life.